# Ibón de Estanés
El ibón de Estanés o ibón de Astanés (en aragonés, ibón d'Estaners, pronunciado /i'bon dəsta'nes/; en francés, lac d'Estaens) es un ibón existente en el Pirineo aragonés, en el término municipal de Ansó, en la comarca de la Jacetania, justo al lado de la frontera francesa.

## Morfología

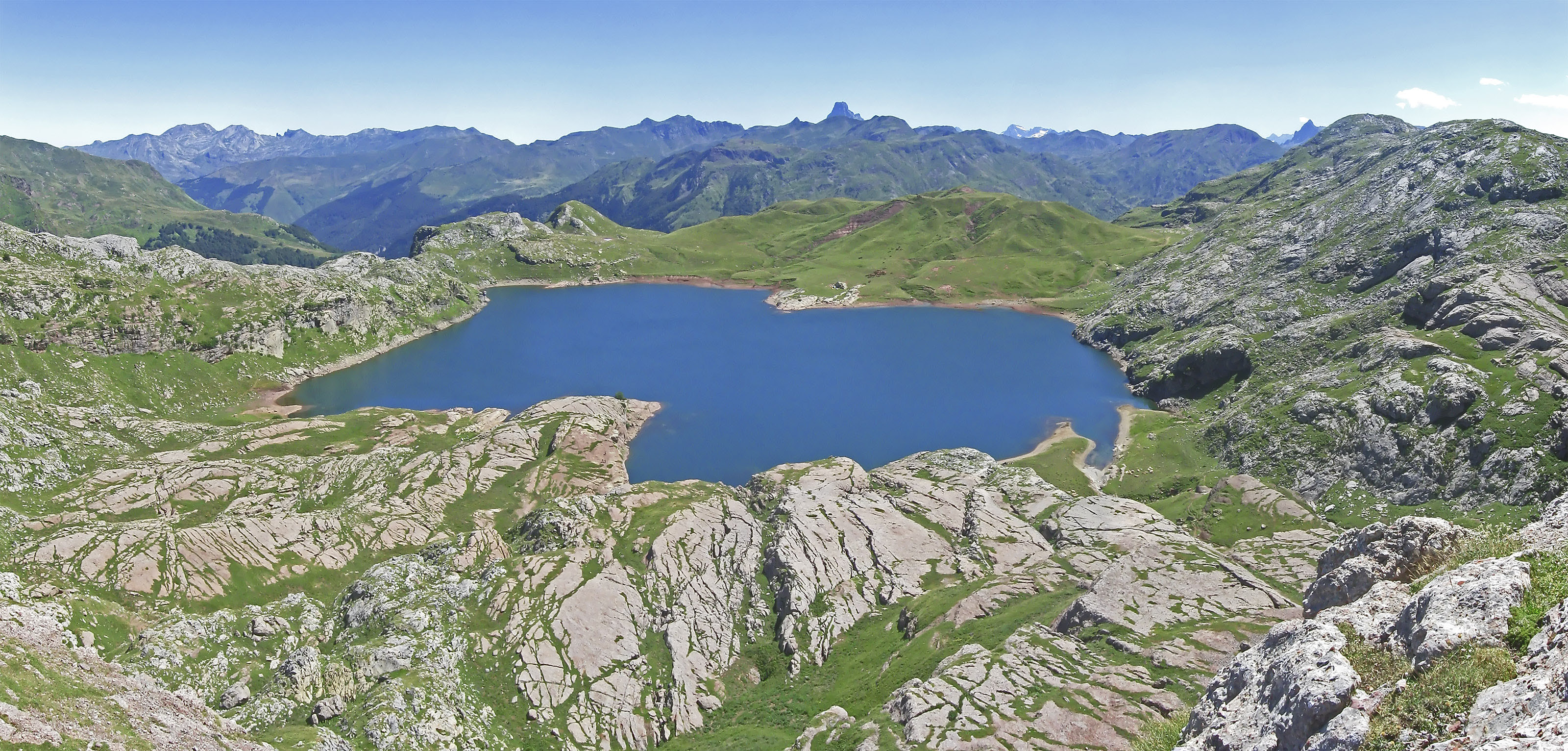
Panorama del ibón de Estanés.

Se encuentra situado a 1754 m de altitud,
ocupando una superficie de 0,29 km². Tiene origen glaciar, aunque actualmente se encuentra represado.

## Acceso
Se accede fácilmente desde Candanchú por el GR-11, ruta que también se puede tomar desde Francia.